# Hyalorrhipis rhamses
Hyalorrhipis rhamses är en insektsart som först beskrevs av Henri Saussure 1889.  Hyalorrhipis rhamses ingår i släktet Hyalorrhipis och familjen gräshoppor. Inga underarter finns listade i Catalogue of Life.